# Skotské hry

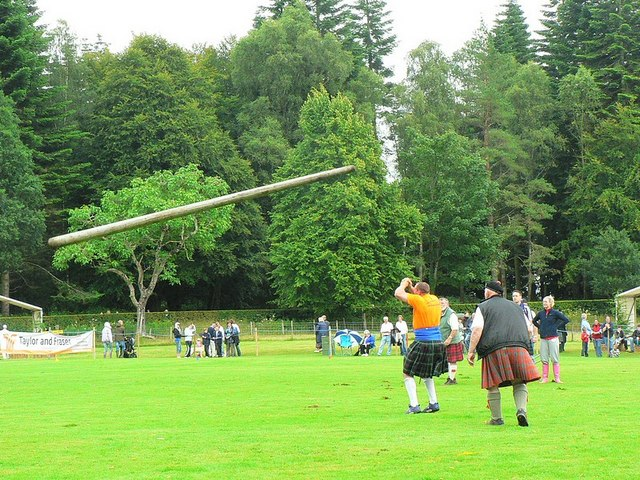
Hod kládou, tradiční disciplína skotských her

Skotské hry (anglicky Highland games) jsou tradiční kulturní a sportovní setkání, pocházející ze Skotské vysočiny.
Je to oslava skotské kultury, na které je bohatě zastoupený skotský folklór, typické skotské dudy a skotský kilt. Za doprovodu dud a bubnů se soutěží ve skotském tanci. Sportovní discíplíny představují například individuální disciplíny hod kládou (caber toss), vrh kamenem (stone put), hod závažím do dálky (weight throw), hod závažím do výšky (weight over the bar) či skotský hod kladivem (Scottish hammer throw). Typickou týmovou disciplínou bývá přetahování lanem (tug-of-war).
Ukázka skotských her na Světové výstavě v Paříži měla podpořit Coubertina v jeho rozhodnutí uspořádat moderní olympijské hry.
Popularita skotských her přesáhla hranice Skotské vysočiny, kromě Skotska, Kanady a USA se tato setkání pořádají pravidelně též na Bermudských ostrovech, v Brazílií, Maďarsku, Indonésii, ve Švýcarsku a na Novém Zélandu. V Česku se pořádají skotské hry od roku 2001 na zámku Sychrov v Libereckém kraji.

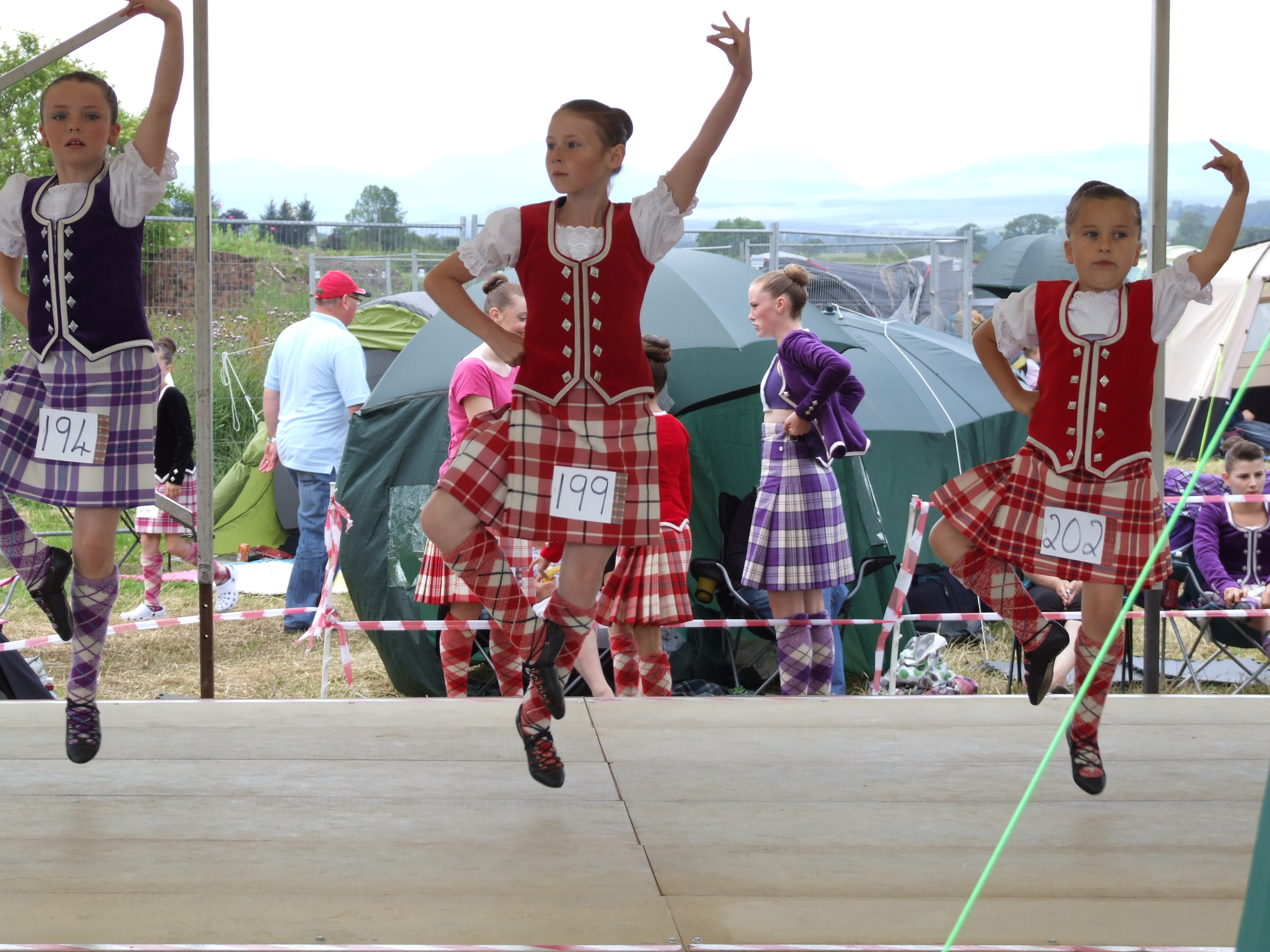
Tradiční taneční disciplína na skotských hrách